# Patrick Sachweh
Patrick Sachweh (* 1979 in Ludwigshafen am Rhein) ist ein deutscher Soziologe.

## Leben
Von 1999 bis 2005 studierte er Sozialwissenschaften an der Universität Mannheim. Von 2011 bis 2017 war er Akademischer Rat a. Z. am Institut für Soziologie, Fachbereich Gesellschaftswissenschaften der Johann Wolfgang Goethe-Universität Frankfurt am Main. Seit 2019 ist er Professor für Soziologie mit dem Schwerpunkt Vergleichende Gesellschaftsforschung an der Universität Bremen.

## Schriften (Auswahl)
- Deutungsmuster sozialer Ungleichheit. Wahrnehmung und Legitimation gesellschaftlicher Privilegierung und Benachteiligung. Campus-Verl., Frankfurt 2010, ISBN 978-3-593-39118-2.